# Норвегия на зимних Олимпийских играх 1972
Норвегия принимала участие в XI Зимних Олимпийских играх, проходивших в Саппоро, Япония, где завоевала 12 медалей, из которых 2 золотых, 5 серебряных и 5 бронзовых. Сборную страны представляли 67 спортсмена (56 мужчин, 11 женщин), выступавших в 8 видах спорта.

## Медалисты

### Золото
- Магнар Сольберг — биатлон, индивидуальная гонка, 20 км.
- Пол Тюлдум — лыжные гонки, марафон, 50 км.

### Серебро
- Роар Грёнвольд — конькобежный спорт, 1 500 м.
- Роар Грёнвольд — конькобежный спорт, 5 000 м.
- Пол Тюлдум — лыжные гонки, 30 км.
- Магне Мюрмо — лыжные гонки, марафон, 50 км.
- Оддвар Бро, Пол Тюлдум, Ивар Формо и Йохс Харвикен — лыжные гонки, эстафета, 4 × 10 км.

### Бронза
- Стен Стенсен — конькобежный спорт, 5 000 м.
- Стен Стенсен — конькобежный спорт, 10 000 м.
- Ивар Формо — лыжные гонки, короткая гонка, 15 км.
- Йохс Харвикен — лыжные гонки, 30 км.
- Ингер Эуфлес, Аслёуг Даль и Берит Мёрдре-Ламмедаль — лыжные гонки, эстафета, 3 × 5 км.